# Бранислав Жорж
Бранислав Жорж (Нови Сад, 6. јун 1953 — Београд, 11. март 2009) био је српски песник и публициста. У српској и страној штампи објавио је преко 200 чланака. Учествовао је у изради Енциклопедије Новога Сада. Бавио се темама из новије политичке и црквене историје српског народа. У младости је писао поезију, за коју је и награђиван. Сахрањен је на Старом гробљу у Инђији.

## Биографија
Потицао је из српске православне породице, а потом се придружио неканонској Западноправославној цркви, коју је у Србији предводио архиепископ Јован (Иван Дивљаков). У оквиру ове верске заједнице, која је практиковала православље по западним обредима, узео је духовно име Серафим, стекавши звање архимандрита. Након смрти архиепископа Јована (1993), архимандрит Серафим је у звању администратора постао старешина Западноправославне цркве у Србији, а уједно је управљао и западноправославном жупом при тадашњој Цркви Светог Антуна у Петроварадину. Залагао се за развој западних литургијских традиција у оквиру православља и канонско регулисање западноправославног богослужења у оквиру Српске православне цркве. Након доношења новог Закона о црквама и верским заједницама (2006), који је критиковао као рестриктиван, покушао је 2007. године да региструје своју верску заједницу, али у томе није успео.
Потом је обновио ранију замисао о укључивању западноправославне заједнице у оквире канонског православља, под духовним покровитељством српског православног манастира Чокешине, чијем је братству поверио старање над западноправославном жупом у Петроварадину. Иако га је смрт (2009) спречила да овај процес изведе до краја, његово завештање је реализовано путем споразума између манастира Чокешине и Српске православне епархије сремске, а цео процес је довршен 2015. године, када је извршено освештавање петроварадинског храма од стране сремског епископа Василија.

## Важнији радови
- Великан из Мошорина (2003)
- Краљевски сенатор (2003)
- Трагом учитеља (2004)
- (2005)
- Завод у Смедеревској Паланци - острво спаса или робијашница (2006)
- Иван П. Милачић - Сунчев сјај на лицу песника (2007)
- Нераспевани песник - Иван П. Милачић  (2008)
- Српска мајка - Милан Недић  (2009)